# 海蘭森特 (印地安納州)
海蘭森特（英語：Highland Center）是位於美國印地安納州富蘭克林縣的一個非建制地區。該地的面積和人口皆未知。